# German University of Digital Science
Die German University of Digital Science, kurz German UDS, ist eine vollständig digitale englischsprachige Universität mit Sitz in der Medienstadt Babelsberg in Potsdam. Der Begriff "Digital Science" subsumiert die in traditionellen Fachgebieten durch die fortschreitende Digitalisierung neu entstehenden Themenbereiche (z. B. Digital Humanities, Digital Health) und die durch die digitalen Technologien neu entstandenen und entstehenden Fachgebiete (z. B. Informatik, Artificial Intelligenz). Schwerpunkte der Studienprogramme liegen in den Bereichen Digital Science, Artificial Intelligence, Cybersecurity, Virtual und Augmented Reality Technologien und digitale Transformation. Die Forschung der German UDS ist in Research Centern organisiert.

## Profil
Die German UDS  wendet sich an Wissenschaftler und Lernende weltweit, die den digitalen Wandel und den Aufbau digitalen Welt mitgestalten möchten. Als Studierende werden insbesondere Menschen angesprochen, denen ein Präsenzstudium nicht möglich ist. Mit ihrem global nutzbarem Angebot trägt die German UDS dazu bei, dem weltweiten Mangel an IT-Fachkräften zu begegnen.
Die German UDS kennzeichnet ihr Angebot durch folgende Merkmale:
- Forschung und Lehre im Bereich Digital Science mit Fokus auf die digitale Transformation und Technologien.
- Vollständig digitale, englischsprachige Lehre ohne Anwesenheitspflicht.
- Einsatz innovativer, MOOC-basierter Lehrformate und Lernplattformtechnologien für weltweite Interaktion.
- Globale Ausrichtung mit Fokus auf Studierende aus dem Globalen Süden.
- Weiterbildungs- und berufsqualifizierende Angebote zur Mitgestaltung einer humanitären digitalen Welt.[3]

## Gründung und Akkreditierung
Die German UDS wurde von den Informatikprofessoren Mike Friedrichsen und Christoph Meinel gegründet.
Der Wissenschaftsrat hat dem Land Brandenburg auf der Basis des von beiden vorgelegten Konzept die Anerkennung als eine vollständig digital agierenden Hochschule im Bereich der Digital Science als Universität empfohlen. Das Ministerium für Wissenschaft, Forschung und Kultur (MWFK) Brandenburg hat die German UDS im Februar 2025 staatlich anerkannt. Der Deutsche Akkreditierungsrat hat alle Studienprogramme der German UDS akkreditiert. Sie nahm am 1. April 2025 ihren Lehr- und Forschungsbetrieb mit der Berufung und Ernennung der ersten 10 Professoren auf. Als eine Professorin konnte Feiyu Zu gewonnen werden, die als eine der führenden Experten auf dem Gebiet der KI gilt und z. B. in einem ZDF-Interview zu Risiken und Chancen des AI Act der EU befragt wurde. Daneben sind Raul Rojas sowie Günter Schmidt als Seniorprofessoren sowie vier Personen als Senior Lehrbeauftragte tätig.
Grund der Neugründung sei auch, dass Deutschland eine Kehrtwende in der digitalen Bildung brauche. Andere Nationen würden ihre Bildungssysteme strategisch auf die digitale Zukunft ausrichten, Deutschland laufe Gefahr im globalen Wettbewerb um die besten Köpfe zurückzufallen. Die internationale und digitale Ausrichtung und die auf Präsenzuniversitäten ausgerichteten Regularien, die einzuhalten sind, waren und sind Herausforderungen, die zumindest zu Verzögerungen führten durch die Frage: Wie bringt man ein rein digitales Modell in eine Welt aus Verordnungen, Vorgaben und alten Zuständigkeiten?

## Studienangebote
Thematischer Schwerpunkte der Studienprogramme der German UDS liegen in den Bereichen Digital Science, Künstlicher Intelligenz, Cybersecurity, XR-Technologien und digitale Transformation. Die einzelnen Module der Studienprogramme können auch unabhängig von diesen als Micro-Degree-Programme mit einem ECTS-Abschluss absolviert werden. Damit kann die German UDS einen Beitrag auch zur beruflichen Weiterbildung und zum lebenslangen Lernen leisten.
Folgende Studienmöglichkeiten werden angeboten:
- 1-jährige MBA-Studienprogramme (MBA) zur
  - Digitale Transformation[18]
  - Digitalen Technologien[19]

- 2-jährige Master of Science (M.Sc) Studienprogramme in
  - Applied AI[20]
  - Cybersecurity[21]
  - Advanced Digital Reality[22]
  - Digital Leadership[23]
- 3-monatige Micro-Degree Programme zur beruflichen Weiterbildung mit 5 ECTS Abschluss,[24]
- kostenfreie Open Courses zur digitalen Aufklärung[25]

Das Studium an der German UDS ist in Quartalen organisiert. Die Studienprogramm starten zum 1. April und zum 1. Oktober jeden Jahres, Bewerbungsschluss ist der 15. März bzw. der 15. September. Auch die Micro-Degree-Programme werden zweimal im Jahr angeboten und starten jeweils zum Beginn eines Quartals.
In den Studiengängen werden neben den fachlichen Inhalten auch die Grundlagen von Recht und Ethik vermittelt sowie Teamfähigkeit, Sozialkompetenz und Flexibilität gefördert. Der Vermittlung des Design Thinkings wird eine große Bedeutung beigemessen. Mit ihrem digitalen Studienmodell und Studiengebühren in Höhe von 7.500 € pro Jahr möchte die German UDS insbesondere Studierenden aus dem Globalen Süden die Möglichkeit geben, einen deutschen Hochschulabschluss zu erwerben. Zusätzlich vergibt die Universität Stipendien. Die German UDS ist damit die erste staatlich anerkannte Universität Europas, die einen vollwertigen deutschen Universitätsabschluss ausschließlich digital anbietet.

## D.College und E.College - weitere Studienangebote
Neben der Research Centern gibt es zwei Colleges, das College of Design Thinking, kurz D.College, und das College of Entrepreneurship, kurz E.College. Das D.College bietet Studierenden und Alumni Studienangebote zur Förderung des menschenzentrierten kreativen Denkens und innovativen Handelns, das E-College Studienangebot zur Förderung des unternehmerischen Denkens und Handelns.

## University as a Service: Module für andere Universitäten
Dank ihres digitalen Studienangebots kann die German UDS anderen Universität im In- und Ausland ein in der Cloud-Sprache als "University as a Service" bezeichnetes Angebot unterbreiten. Wenn eine Hochschule ihren Studierenden aufgrund von Personalmangel oder fehlender Expertise bestimmte Studienmodule nicht selbst anbieten kann und diese Bestandteil der Studienprogramme der German UDS sind, können die Studierenden der anderen Hochschule diese von der German UDS digital angebotenen Module von überall her absolvieren. Der Abschluss dieser Studienmodule kann dann von ihrer Heimat-Universität anerkannt werden. 
Auch können andere Universitäten ihren besonders begabten Studierenden einen sogenannten Double-Degree-Abschluss anbieten, indem sie parallel zum Studienprogramm an der Heimat-Universität ein Studienprogramm der German UDS digital absolvieren.

## Forschung
Die Forschung der German UDS ist in Research Centern organisiert. Die Professoren assoziieren sich mit dem für sie thematisch relevanten Research Center zum wissenschaftlichen Austausch und zur Zusammenarbeit und betreuen in Zukunft auch gemeinsam ihre Doktoranden in der PhD School des Research Centers. Der German UDS betreibt ihre Forschung in den folgenden Research Centern:
- Digital Science[36],
- Learning Analytics and Digital Education[37],
- Applied Artificial Intelligence[38],
- Cybersecurity[39],
- Advanced Virtual Environments.[40]

## Organisation der German UDS
Die German University of Digital Science Foundation ist eine staatlich anerkannte Stiftung des Landes Berlin, die ausschließlich und mittelbar gemeinnützige Zwecke verfolgt und zur Unterstützung der Forschung und Lehre der German UDS 2021 gegründet wurde. Sie ist Mehrheits-Gesellschafter der Trägergesellschaft German University of Digital Science gGmbH. Die German UDS Innovation GmbH bietet als Beteiligungsgesellschaft interessierten Unternehmen und Organisationen die Möglichkeit, sich an der Vermarktung der von den Professoren, Wissenschaftlern und Studenten der German UDS gewonnenen wissenschaftlichen Erkenntnisse und entwickelten Innovation zu beteiligen. Die German UDS ist offen für strategische Partnerschaften für Universitäten, Unternehmen und Andere.
Die German UDS wird von zwei Präsidenten geleitet, die auf Vorschlag des Advisory Board der German UDS vom Konzil der Universität für jeweils 6 Jahre gewählt werden. Das Advisory Board, das aus weltweit führenden Experten aus dem Universitäts- und Digital-Bereich besteht, berät die German UDS in strategisch wichtigen Fragen. Die relevanten Fragen in Forschung und Lehre werden in akademischer Selbstverwaltung vom Konzil der German UDS entschieden.

## Standort und Infrastruktur
Die German UDS kann aufgrund ihres vollständigen digital organisierten Forschungs- und Lehrbetrieb auf einen klassischen Campus verzichten zugunsten der Bereitstellung einer umfassenden und leistungsfähigen digitalen Infrastruktur. Das CloudHouse in der Medienstadt Babelsberg in Potsdam ist Anlaufstelle und "MachineHouse" der German UDS. Es beherbergt die notwendige technische Infrastruktur für ihren weltweiten Forschungs- und Lehrbetrieb. Die German UDS nutzt neben vielen anderen digitalen Kommunikations- und Kollaborationssystemen das Campus Management System Full Fabric und das Lernmanagement System Open edX.